# Linn Hegdal
Linn Caroline Hegdal, född 22 september 1995 i Landskrona församling, Malmöhus län, är en svensk professionell dansare. Hon har dansat i pardans sedan hon var tio år och har även tävlingsdansat ihop med fd sambon Jacob Persson under flera års tid. Paret blev svenska mästare i latinamerikansk dans år 2017.
Hegdal har medverkat som dansare i totalt fem säsonger av TV-programmet Let's Dance på TV4: 2018 som danspartner till Viktor Frisk (femma), 2019 som danspartner till Lancelot Hedman Graaf (trea) och 2020 som danspartner till John Lundvik (segrare). Hon var även danspartner till Filip Lamprecht under 2021 års säsong (segrare).
I Let's Dance 2022 kom hon tvåa tillsammans med Filip Dikmen.